# Salperton
Salperton – wieś w Anglii, w hrabstwie Gloucestershire, w dystrykcie Cotswold. Leży 25 km na wschód od miasta Gloucester i 129 km na zachód od Londynu.